# Karl Maurer
Karl Maurer (Walluf, 16 december 1922 – aldaar, 22 december 2010) was een Duits componist, muziekpedagoog, dirigent en trombonist.

## Levensloop
Maurer studeerde muziek aan de Wiesbadener Musikakademie, toen nog conservatorium Wiesbaden, en aan het conservatorium Dortmund, nu: Folkwang Hochschule in Dortmund. Na het behalen van zijn diploma's werd hij lid in een militaire muziekkapel van de Duitse luchtmacht. Na de Tweede Wereldoorlog was hij trombonist in de (stedelijke) kuurorkesten van Badenweiler en Bad Mergentheim. Later werd hij trombonist in het Schwäbisches Sinfonie-Orchesters, nu: Württembergische Philharmonie Reutlingen (WPR). Als trombonist was hij ook lid van de "Schwabenmusikanten", die optredens in de omroep en in het televisie verzorgden en vele langspeelplaten en cd's opnamen. 
In 1969 richtte hij in opdracht van de stad in Bad Urach een jeugdharmonieorkest op en werd hun dirigent. Onder zijn leiding kreeg het orkest een muzikaal hoog niveau en werd in de hele regio bekend. Hij ging met deze jeugdharmonie op concertreizen in binnen- en buitenland. Maurer werd tot "Stadtmusikdirektor" in Bad Urach benoemd. In 1987 ging hij met pensioen. Hij was verder dirigent van de Musikverein Dettingen an der Erms (23 jaar) en van de Musikverein Neuhausen an der Erms (29 jaar).
Als componist schreef hij verschillende werken voor harmonieorkest.

## Composities

### Werken voor harmonieorkest
- 1968 Traumreise
- 1983 Festhymne
- 1983 Happy Sound, calliope
- Bürgermeister-Walzer
- Schäferlauf-Eröffnungsmusik